# Пуял (Оршанський район)
Пуя́л (рос. Пуял, марій. Пуял) — присілок у складі Оршанського району Марій Ел, Росія. Входить до складу Великопольського сільського поселення.

## Населення
Населення — 403 особи (2010; 415 у 2002).
Національний склад (станом на 2002 рік):
- марійці — 99 %